# 1633 a tudományban
Az 1633. év a tudományban és a technikában.

## Események
- június 22. – Galileo Galilei bár az inkvizíció kényszerítésére visszavonta nézeteit arról, hogy a Föld kering a Nap körül, mégis életfogytig tartó háziőrizetre ítélték.

### Megörökítette
- Karinthy Frigyes: Ezerhatszázharminchárom június 22. Levél a Colosseum egyik köve alatt című szabadverse (1933?)

## Születések
- november 3. – Bernardino Ramazzini orvos, a szakmai orvoslás megalapítója († 1714)

## Halálozások
- november 7. – Cornelius Drebbel feltaláló aki az első navigálható tengeralattjárót megépítette (* 1572).